# Cölpin
Cölpin település Németországban, Mecklenburg-Elő-Pomeránia tartományban. Lakosainak száma 913 fő (2023. december 31.).

## Népesség
A település népességének változása:
| Lakosok száma | 790  | 743  | 852  | 901  | 913  |
|               | 2017 | 2019 | 2021 | 2022 | 2023 |